# 伊德利卜市战役
伊德利卜市战役是一场发生于叙利亚北部伊德利卜的战役，开始于2012年3月10日。战役发生地所处的伊德利卜省被认为是叙利亚反对派武装的一个重镇，而此次战役的背景就是叙利亚政府军试图重新夺回多个反对派的据点。在3天的战斗之后，政府军重新夺回了伊德利卜市。

## 背景
在战役爆发之前，围绕着伊德利卜市已经的冲突已经持续了数月，并且反对派武装似乎已经占领了该市。在战役爆发之前的一周，政府军在当地组建了若干支作战单位并且调集了增援部队以准备发动进攻。3月9日，一支由43辆坦克和131辆装甲运兵车组成的车队被发现驶往伊德利卜市市内。

## 战斗经过

### 政府军的炮火准备
在3月10日早上，叙利亚政府军向伊德利卜市发动攻势。政府军首先使用重炮、迫击炮和坦克炮轰城内。之后步兵部队在坦克的支援下开始从东南方向向伊德利卜市推进。 目击者形容在炮击进行时，政府军的炮弹每两分钟落入城内一次，而且没有特定目标。反对派武装无法对炮击进行还击，而炮击持续到了夜间，在中午则停顿了片刻。

## 地面攻势
在炮击结束之后，政府军开始使用装甲车强攻伊德利卜市，当地随即爆发了激烈冲突。在第一天的战斗中，叙利亚人权观察组织（SOHR）报道由14名平民丧生，还有150人被政府军逮捕。 在另一份关于第一天伤亡情况的报道中提到有16名反对派武装在试图帮助城内的战友时遭遇政府军伏击身亡，而在城内的其他地方由4名政府军士兵丧生。 叙利亚自由军指挥官和一名活动人士说在战斗中他们的手下成功击中一架直升机并摧毁了6辆坦克，并且由30名政府军士兵在战斗中倒戈，还带来了两辆坦克。

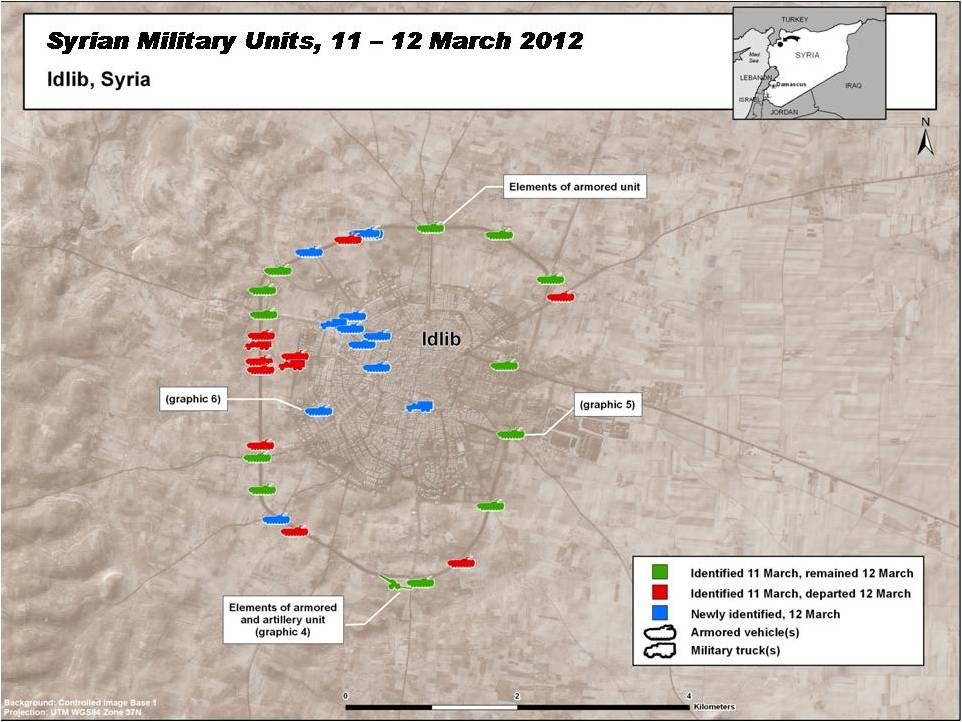
叙利亚政府军11日至12日在城外的部署

一名活动人士根据医院的数据估计在第一天中至少有20人丧生。SOHR声称在伊德利卜市有7名政府军丧生。叙利亚国家媒体声称有14名反对派武装被击毙，政府军方面没有损失。半岛电视台报道称当地的主要医院被政府军攻占。反对派武装对记者说这座城市被政府军夺回仅仅只是时间问题。一名当地居民告诉半岛电视台说很多居民逃离了该市，城内到处是狙击手。他还补充说道政府军挨家挨户搜查以抓捕反对派成员，并且城内发生了劫掠。
在第二天的战斗中，有超过30名死者被运往当地主要医院。医院无法处理所有接收到的伤员，而被用来掩埋死者的停车场很快也满了。大约一半的死者是平民，这些人主要死于政府军的炮击。
半岛电视台报道称在第三天的战斗中叙利亚政府军依旧在随意炮击城市，而狙击手成为了平民伤亡的主要原因。伊德利卜内的一名半岛电视台记者拍摄了一段录像，显示城内的反对派武装大部分是当地居民，他们正试图保卫自己的家园。在报道中提到政府军的炮击不仅仅是针对反对派武装，更加像是对伊德利卜随意进行炮击。这名记者还展示了多个炮弹残片。
一名活动人士说政府军的士兵得到准许，可以完全自由地从居民家中和商店劫掠任何东西。一名反对派活动人士称政府军控制了伊德利卜市的部分地区。当地居民称政府军焚毁了那些被认为是活动人士住宅的房屋，其中一名居民声称总共有30间房屋被焚毁。活动人士声称很多居民逃离了该市，但是85%的居民仍旧留在了城内。
在3月13日，政府控制的报纸和反对派组织SOHR都声称叙利亚政府军已经控制了该城，而针对零星抵抗的清缴行动在城内三个区进行。这些报道在次日凌晨得到证实，反对派的活动人士报道称政府军攻占了伊德利卜市的大部分，城内只有一小块区域还有叙利亚自由军的抵抗。 一名反对派组织的发言人宣称反对派武装在火力上无法与政府军抗衡之后撤离了该城，这一消息之后被一个与半岛电视台有密切关系的消息来源所证实。之后有消息声称城内最后一批抵抗的反对派武装已经撤出伊德利卜市，该市已经被政府军完全控制，城内也没有更多关于战斗的报道传出。但是叙利亚叙利亚政府军的坦克和火炮仍旧在对城内及其周边部分区域进行炮击。炮击持续到了次日，政府军试图将城内仍在抵抗的反对派残余势力赶出伊德利卜市。 当天晚些时候，法新社、半岛电视台和阿拉伯卫星电视台报道称伊德利卜市已经被政府军重新夺回。
在战役之后，残余的叙利亚自由军逃往了Binnish镇，还有数百人逃往了土耳其。叙利亚自由军的幸存者透露了他们的遭遇。一名自由军成员说政府军士兵用装甲车碾压了8具死者的尸体。他还说战斗中有枚炮弹击中了他所在的部队，导致3人丧生，2人受伤。另一名幸存者说他所在的由20人组成的部队在战斗中有16人被打死。
在重新夺回伊德利卜市之后，政府军封锁了该市，以搜捕任何反对派嫌疑人。政府方面宣称有130名反对派武装在伊德利卜市向政府军投降。
在战役中有两名土耳其记者失踪。

## 后续事件
第二次伊德利卜省冲突是由叙利亚政府军发起的，旨在于联合国促成的停火协议生效前在该地区对反对派武装形成优势。 叙利亚官方宣称将在4月14日开始停火。
4月16日，据报道在伊德利卜市有新的冲突发生， 这起战斗发生于叙利亚政府军据报道在伊德利卜市打死了26名平民之后。两天之后，尽管联合国主导的停火协议已经生效，叙利亚政府军还是由于城内部分地区有反对派持续活动而对这些地区进行炮击。在伊德利卜市的活动人士声称在战斗与炮击中有很多人丧生，尽管这些声明无法被独立证实。